# 丸亀市総合運動公園
丸亀市総合運動公園（まるがめしそうごううんどうこうえん）は香川県丸亀市にある運動公園。丸亀市所管の丸亀市総合スポーツセンターと香川県所管の香川県立丸亀競技場から成る。
丸亀市総合スポーツセンターの管理は公益財団法人丸亀市体育協会が、丸亀競技場は四電工グループが行っている。

## 概要
丸亀市市街地の南西、国道11号と香川県道33号高松善通寺線沿いに立地している。市所管の施設と県所管の施設を併せた総面積は26.3ヘクタール。計画決定面積は37.8ヘクタール。
丸亀市スポーツセンターは丸亀市のスポーツの核を担う施設として1972年に着工。1973年3月の陸上競技場開場を皮切りに、テニスコートや市制80周年記念事業の丸亀市民体育館などその他の施設も順次建設された。
1990年代、老朽化した香川県立屋島陸上競技場に代わる施設が必要となり、1993年に丸亀市スポーツセンターの隣接地に香川県立丸亀競技場を建設することが決定。1994年に丸亀市スポーツセンターと併せて丸亀総合運動公園とする都市計画決定が行われた後、1997年に丸亀競技場が完成した。
2006年に市民体育館でbjリーグ（当時）に所属するバスケットボールチーム、高松ファイブアローズ（現：香川ファイブアローズ）がホームゲームを初開催して以降、県内を本拠とするプロスポーツチームが当公園内施設でホームゲームを開催する機会が増えている。Jリーグに所属するサッカークラブ、カマタマーレ讃岐は丸亀競技場を本拠地としてホームゲームを開催。
2010年10月に丸亀市により野球場の計画が発表された。丸亀市と香川県高校野球連盟、四国アイランドリーグplusの香川オリーブガイナーズと協議の上、計画された。併せて大型遊具を備えたプレーエリアと人工水路を持つ親水エリア約5000平方メートル、芝生広場約1100平方メートルも整備された。総工費は約35億円。正式名称は丸亀市民球場、愛称はネーミングライツの導入により四国コカ・コーラボトリングスタジアム丸亀と決められ、2015年3月1日オープンした。（2025年現在、ネーミングライツの命名権者が交代し、レクザムホールパーク丸亀となっている。詳しくは個別の記事を参照。）

## 沿革

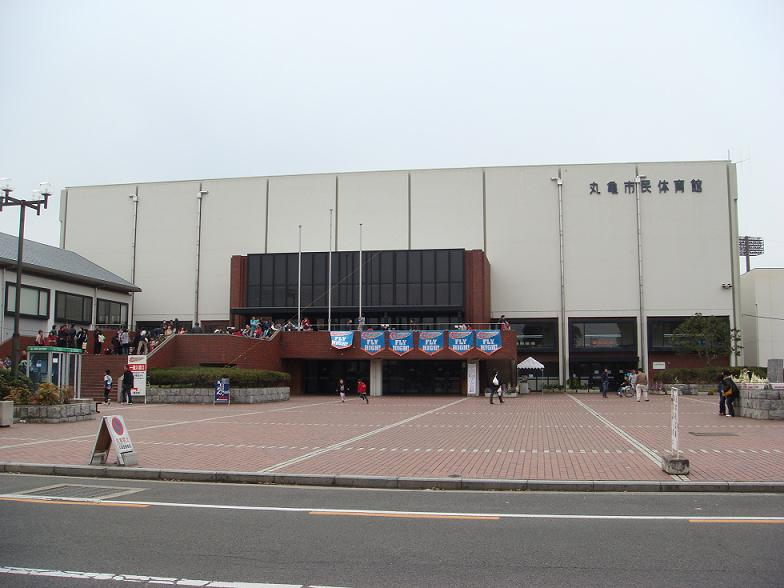
丸亀市民体育館

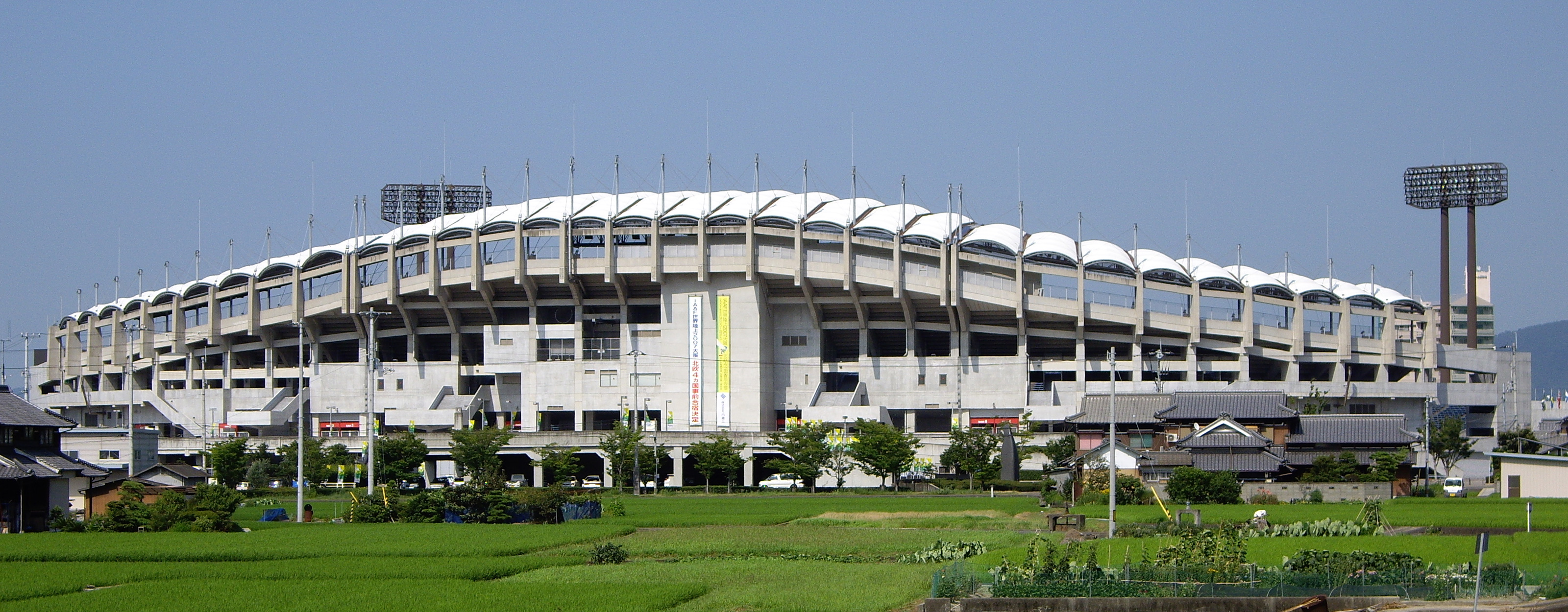
香川県立丸亀競技場

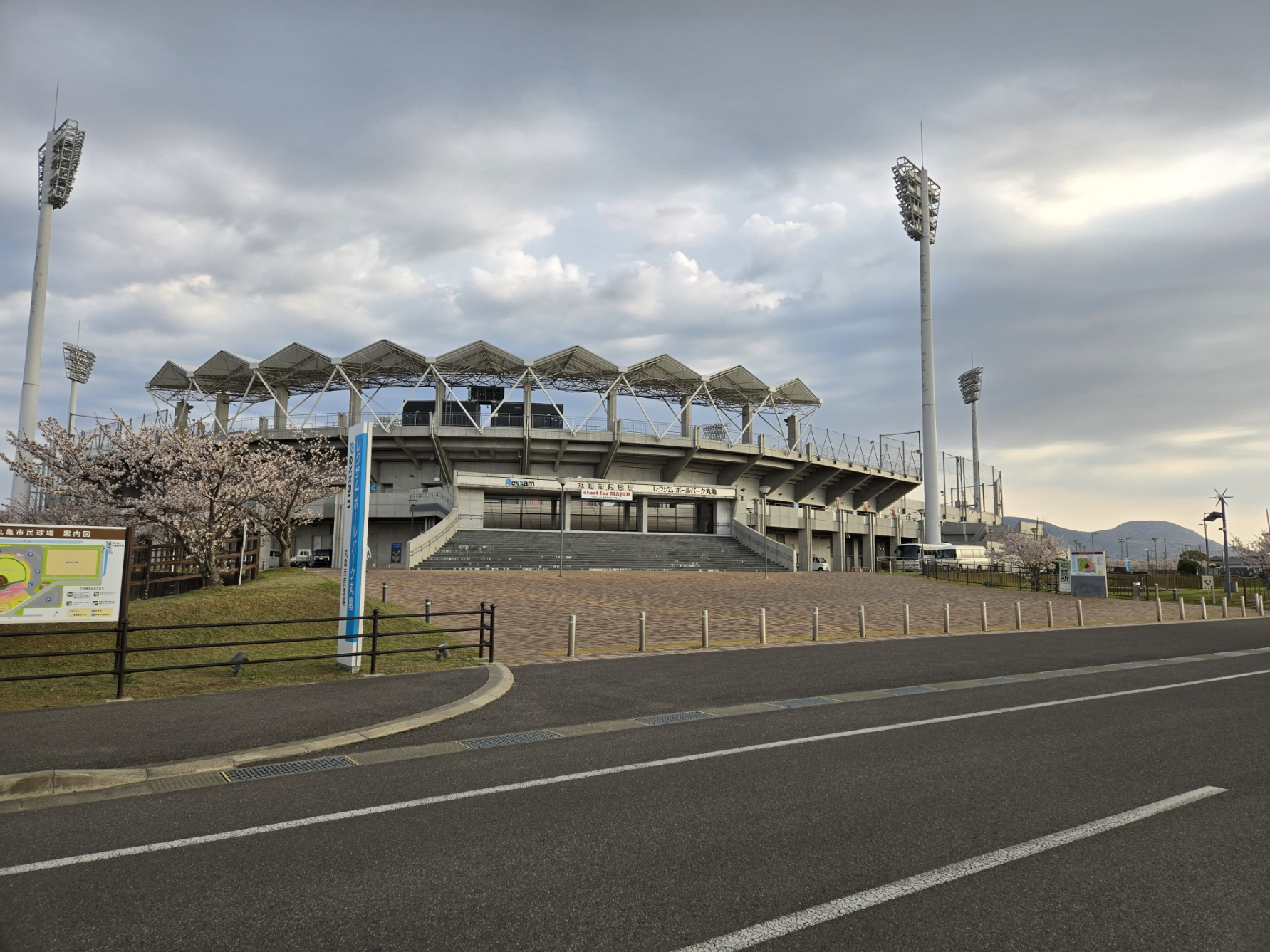
丸亀市民球場

- 1972年（昭和47年）10月2日 - 丸亀市スポーツセンター着工
- 1973年（昭和48年）
  - 3月31日 - 陸上競技場竣工
  - 7月31日 - 50mプール竣工
  - 12月20日 - テニスコート竣工
- 1975年（昭和50年）7月21日 - 25mプール竣工
- 1976年（昭和51年）9月20日 - テニスコート夜間照明設備第1期竣工
- 1979年（昭和54年）
  - 7月20日 - テニスコート夜間照明設備第2期竣工
  - 9月30日 - 丸亀市制80周年記念事業の体育館竣工
- 1993年（平成5年） - 丸亀競技場の建設が決定
- 1994年（平成6年）8月 - 総合スポーツセンターを丸亀総合運動公園とする都市計画を策定
- 1997年（平成9年）10月10日 - 丸亀競技場が開場
- 2010年（平成22年）11月18日 - 丸亀市民球場の基本設計概要を発表
- 2014年（平成26年）12月24日 - 丸亀市民球場の愛称が四国コカ・コーラボトリングスタジアム丸亀に決定
- 2015年（平成27年）3月1日 -  丸亀市民球場が開場[6]
- 2023年（令和5年）8月30日 - 新たに敷地北東部に多目的広場「みなくる広場」が開場。[7]施設内の屋根付き広場は8月31日より利用開始。[8]
- 2024年（令和6年）2月17日 - 体育館北側にスケートボードパーク・3×3バスケットボールコートを備えた「東洋炭素アーバンスポーツパーク丸亀」竣工。[9]

## 公園内の施設
（丸亀市総合運動公園 施設再配置計画より）
- 丸亀市総合スポーツセンター
  - 陸上競技場兼球技場 - アンツーカー鋪装、400mトラック6コース 2025年現在、2018年に発生した丸亀城石垣崩落の石置き場として利用されており、利用できない状態となっている。[11]
  - テニスコート - ナイター設備つき砂入り人工芝コート4面、クレイコート4面
  - 多目的広場（球技場）-  クレー鋪装、イベント時に臨時駐車場として使用丸亀市陸上競技場

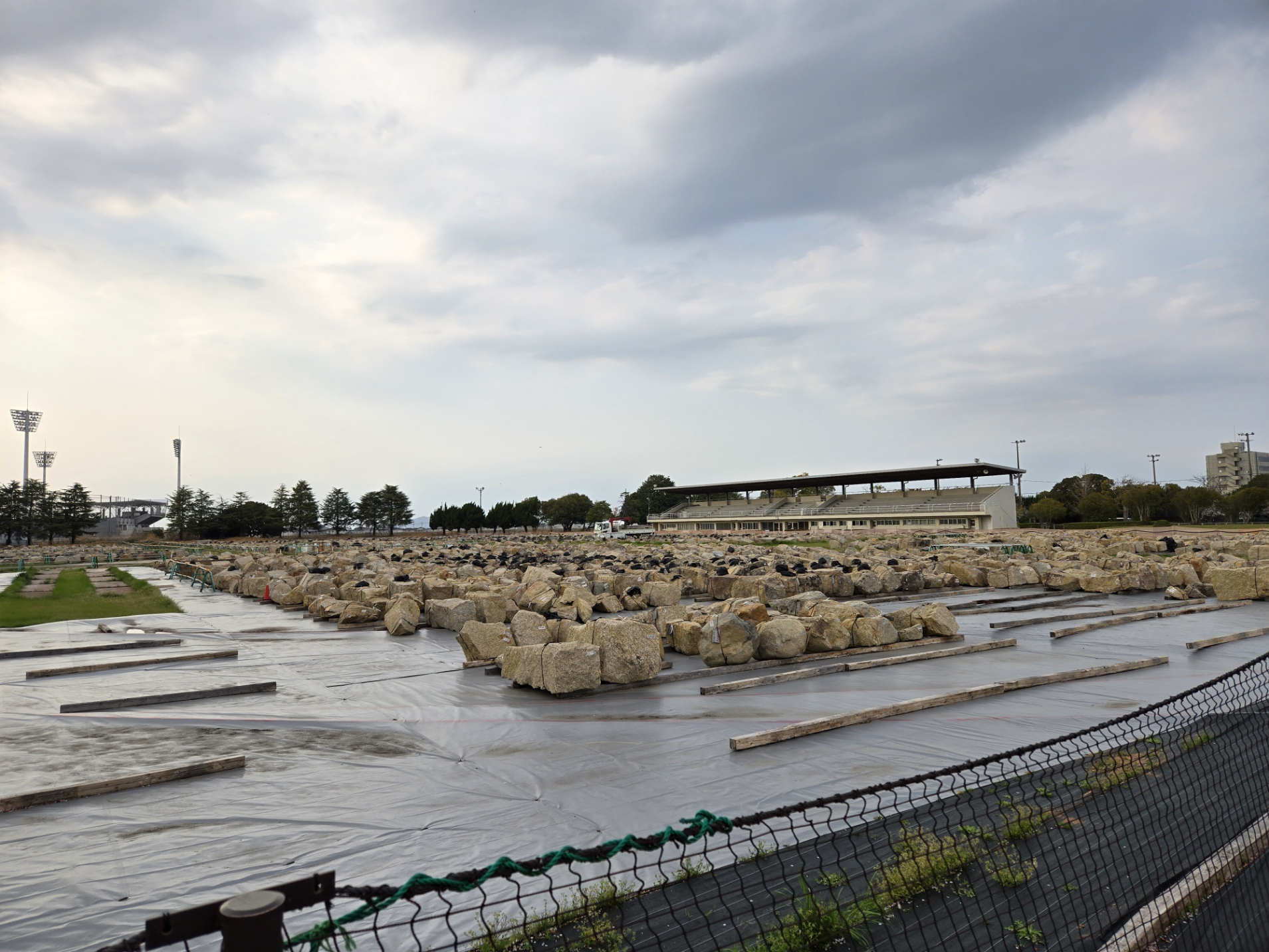
丸亀市陸上競技場

  - 丸亀市民体育館 - バスケットボール、香川ファイブアローズ準本拠地多目的広場（市民球場側）

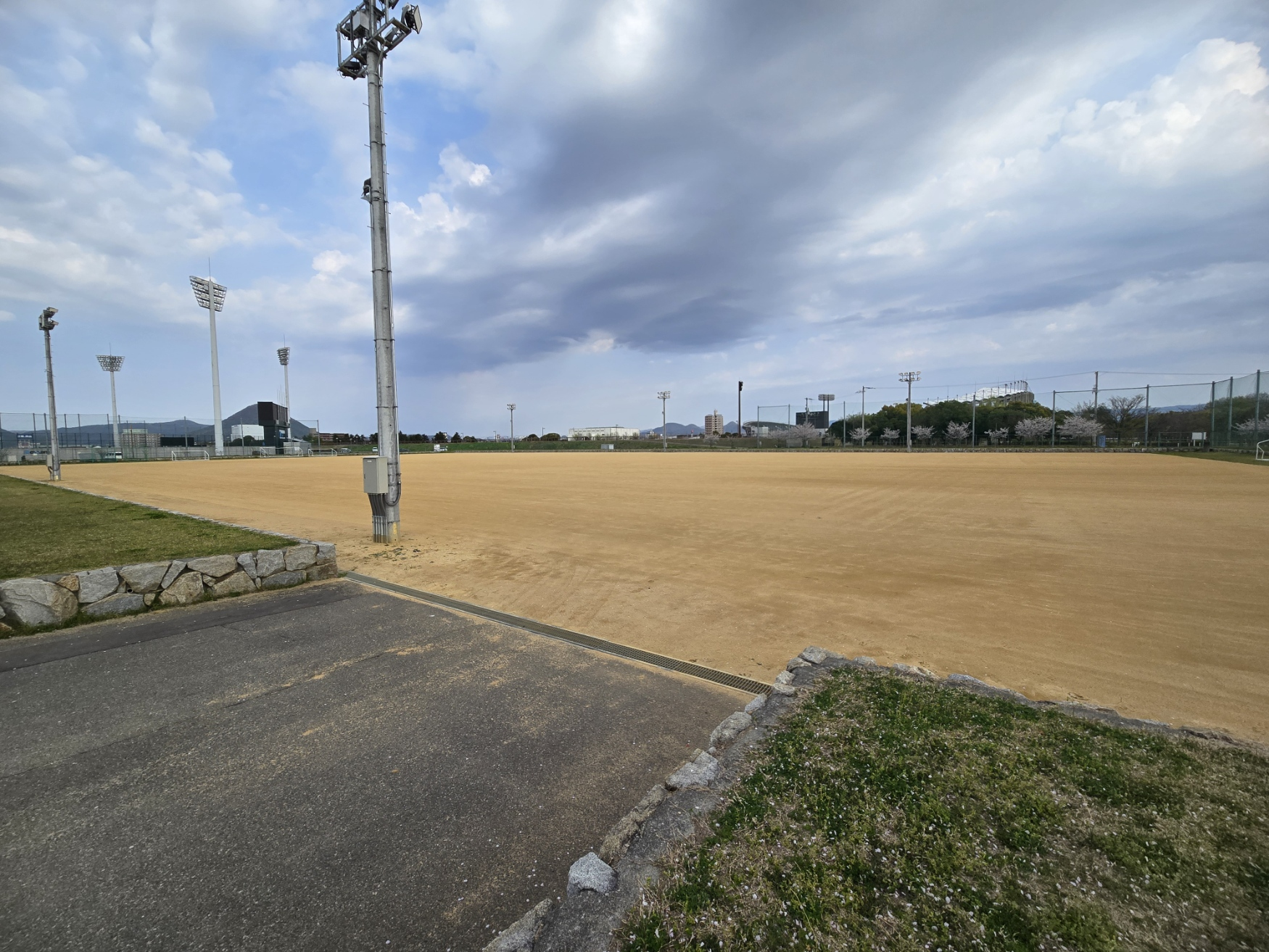
多目的広場（市民球場側）

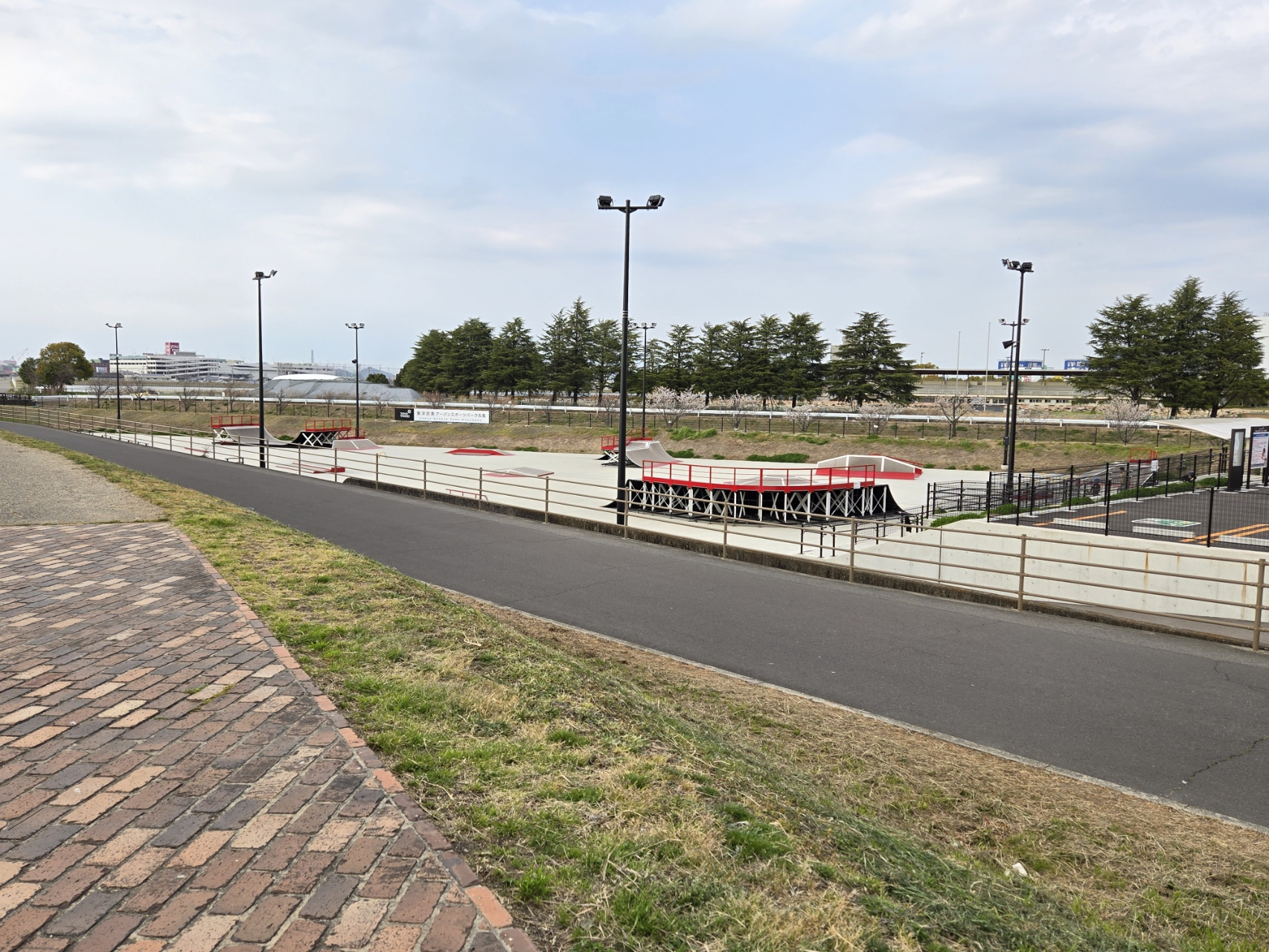
東洋炭素アーバンスポーツパーク丸亀

  - 東洋炭素アーバンスポーツパーク丸亀 - スケートボードパーク・3×3バスケットボール東洋炭素アーバンスポーツパーク丸亀スケートボードパークにはセクション（障害物）としてクォーターボウル・バンクtoバンク・ミニランプ・クォーター・UFO・コーナーバンク（大・小）・マニュアルパッド（変形・長・短）・スラッピー・フラットレール・山型レールが備わっている。[12]
  - みなくる広場 - 多目的広場・屋根付き広場みなくる広場

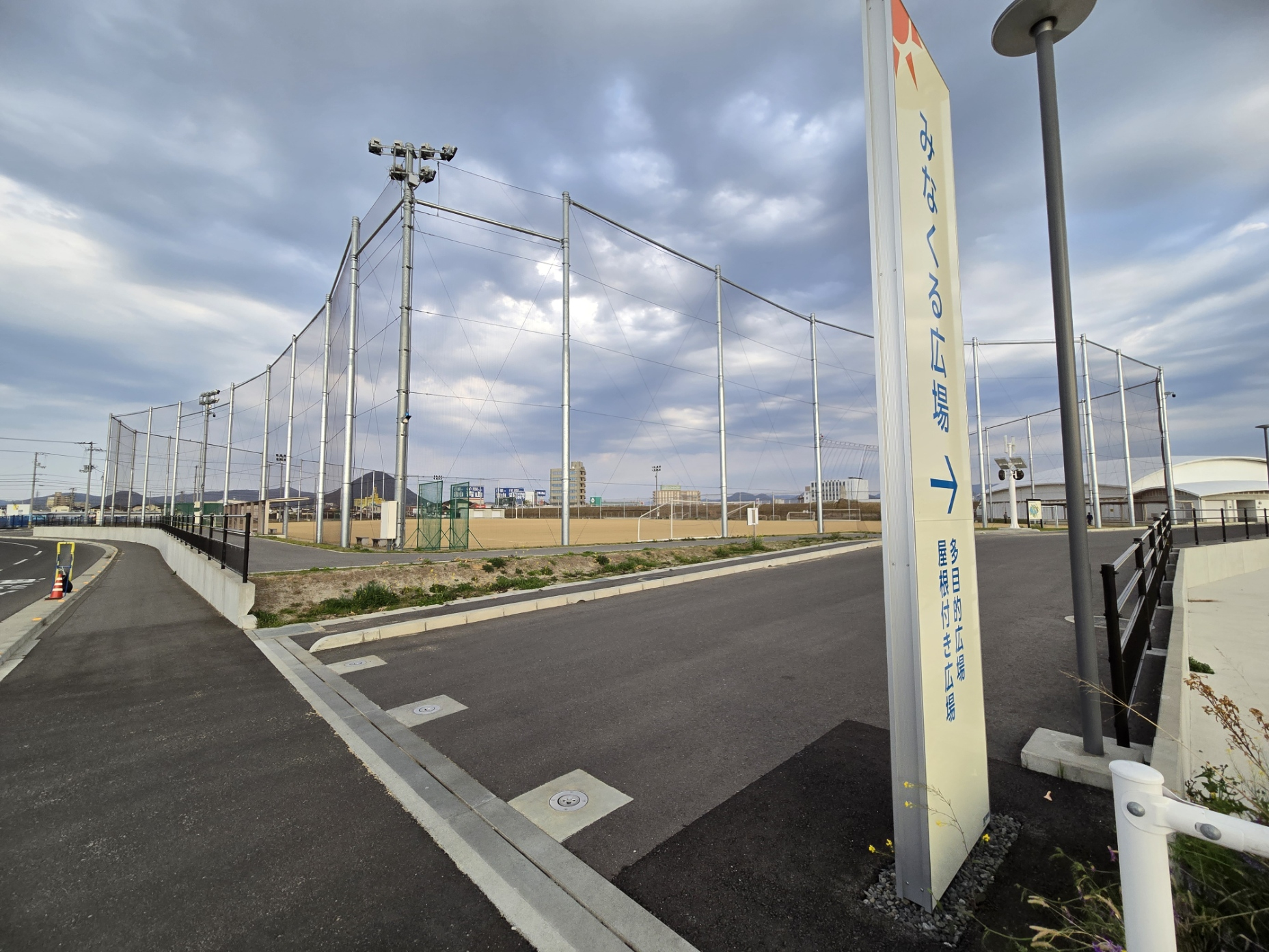
みなくる広場

  - 自由広場 - 壁打ちテニスコート2面・遠路
  - まるみらい広場自由広場

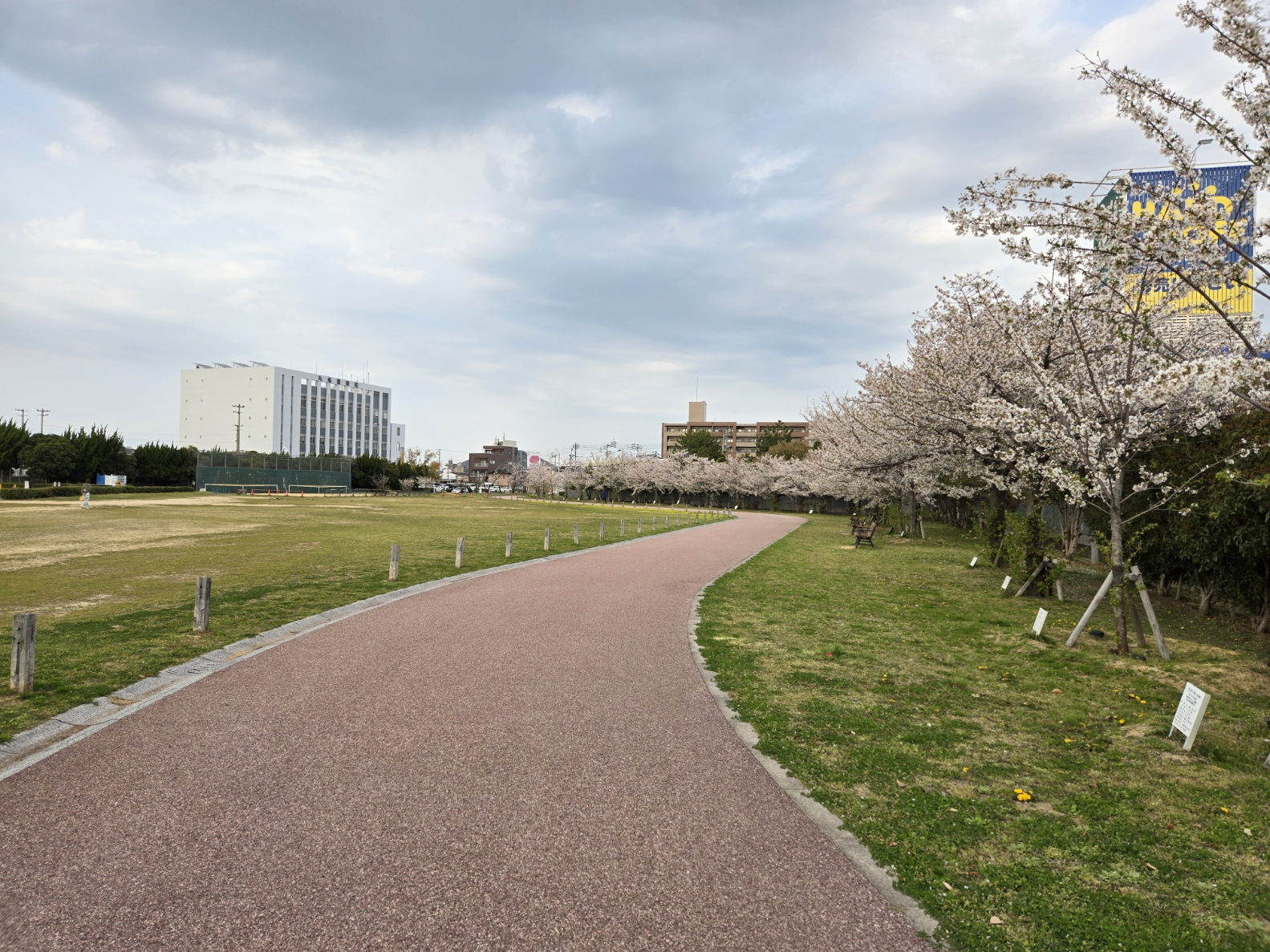
自由広場

- 香川県立丸亀競技場（愛称:Pikaraスタジアム）
  - 日本陸上競技連盟第1種公認陸上競技場、サッカー、カマタマーレ讃岐本拠地
- 丸亀市民球場（愛称：レクザムボールパーク丸亀）
  - グラウンド:両翼は100m、センター122m、左右中間116mで、面積は約12800m2。内野は黒土、外野は天然芝。
  - スコアボード:全面フルカラーLED
  - 照明:6基（内野1,500lx以上 外野800lx以上）
  - 収容人員:メインスタンドは屋根付きで3,000人、内野2,000人（フィールドシート含む）、外野5,000人
  - ブルペン:一・三塁側スタンド下に投球レーン各3箇所
  - 屋内練習場:1箇所（一塁側スタンド下）

## アクセス
- JR四国予讃線 丸亀駅より琴参バスまたはぐるっとバスで約20分、「スポーツセンター」または「丸亀スタジアム」下車すぐ。
- JR四国予讃線 丸亀駅からタクシーで約10分。
- 高松自動車道善通寺ICより車で約10分。

## 周辺施設

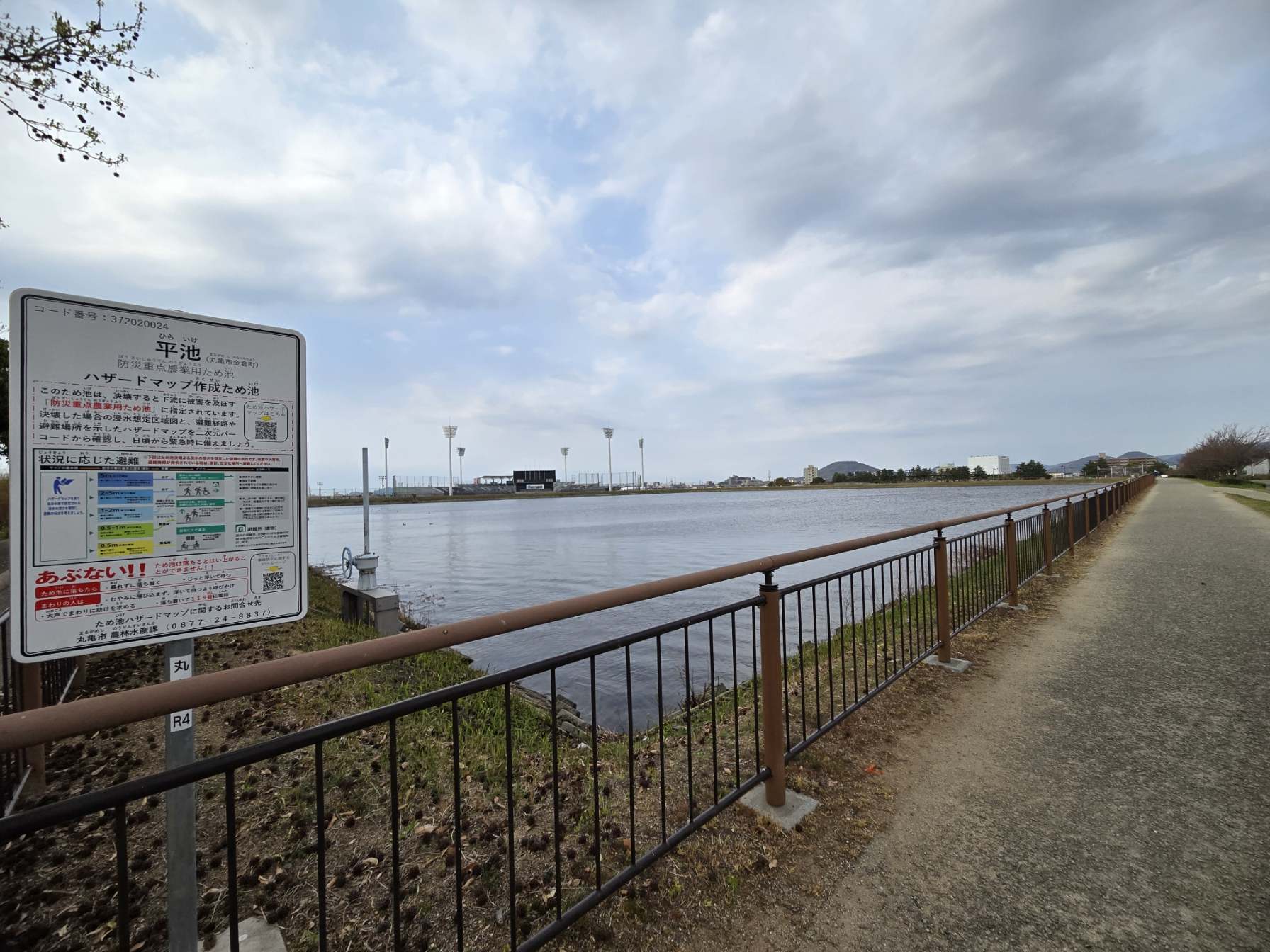
平池

- 平池
- 丸亀警察署
- ボートピアまるがめ平池